# 椎の木屋敷

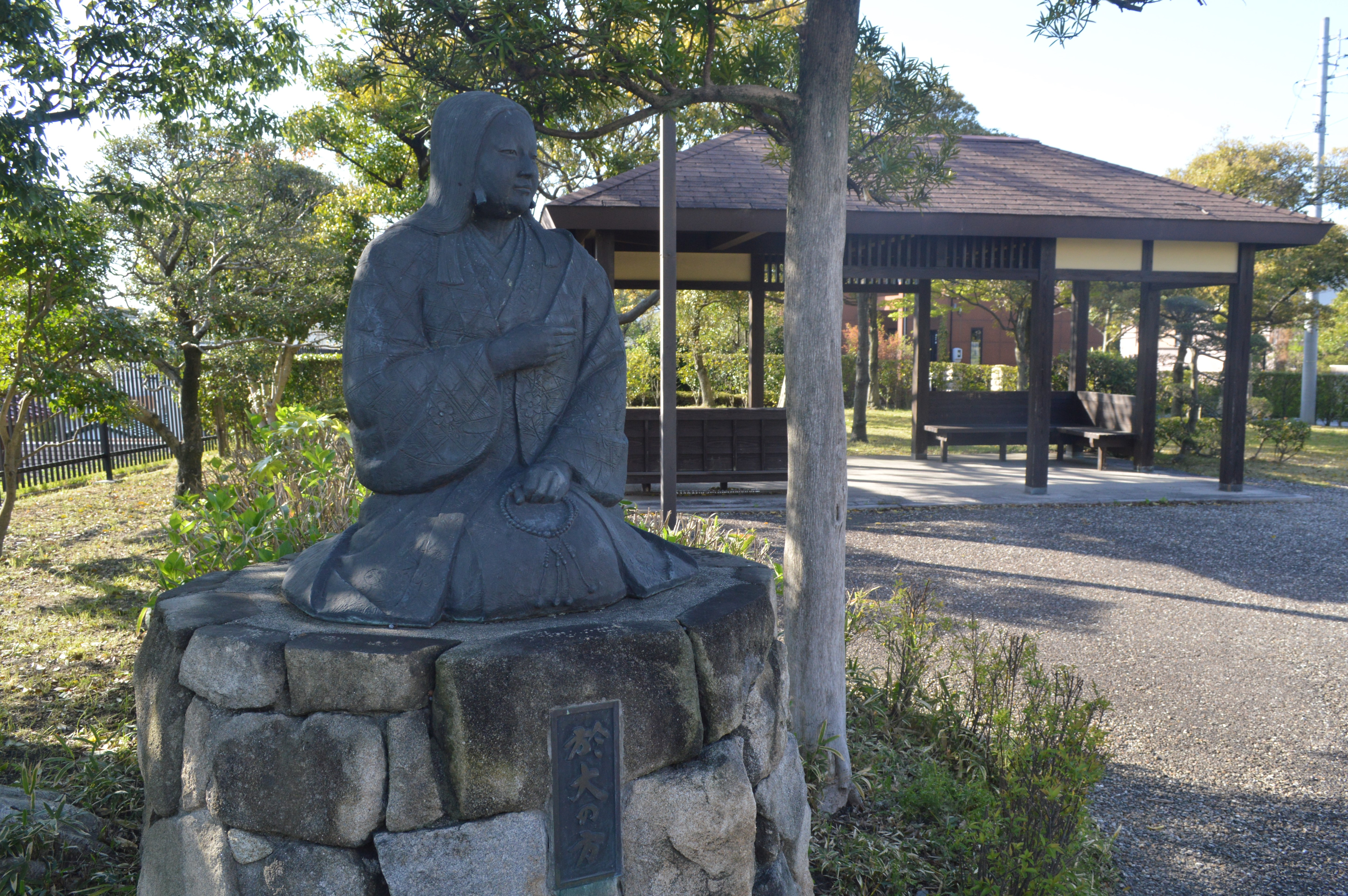
17歳で家康を出産した於大の像

椎の木屋敷（しいのきやしき）は、愛知県刈谷市銀座6丁目にある史跡。「椎の木屋敷跡」として1997年（平成9年）3月13日に刈谷市指定文化財（史跡）に指定された。

## 地理
刈谷城本丸（現在の亀城公園）から真東に500メートルほど、磧川（せきのかわ、現在は暗渠）を超えたあたりは周辺より5メートルほど高くなっている。現在は刈谷市立亀城小学校と正覚寺に挟まれたこの高台にはかつてシイの木が生い茂っていたことから椎の木藪とも呼ばれ、この付近一帯の土地を椎の木屋敷と呼ぶ。

## 歴史
水野忠政の娘於大の方は天文10年（1541年）に松平広忠に嫁ぎ、天文11年（1543年）に竹千代（後の徳川家康）を出産した。しかし、天文14年（1544年）に実家の水野家が今川家から織田家に鞍替えしたため、後難を恐れた松平広忠から離縁された。近年では、今川家の三河への本格的な進出は河東一乱の終結後とされていることから、松平広忠が水野家との同盟に積極的であった叔父松平信孝を追放したため、これに反発した水野家が信孝を助けて広忠との関係を絶ったのが直接の原因であると考えられている。その後、於大の方は岡崎城から刈谷の水野家に戻ってこの屋敷に住んだとされる。
江戸時代には禁足地扱いされ、屋敷の出入口に鍵が掛けられ人足により手入れされた。庶民は立ち入ることができなかった。かつて文字通りの屋敷建築物も存在し、敷地の中央部には数基の五輪塔があったとされる。於大は天文17年（1547年）に阿久比の久松俊勝と再婚し、椎の木屋敷を離れて坂部城に移った。
大政奉還後の明治4年（1871年）には井野氏がこの土地の所有者となり、敷地の大部分を庭園とした上で新たに庵を設けた。やがてこの土地は宅地化されたが、刈谷市は昭和55年（1980年）の市制30周年記念事業として土地の一部を取得し、平成9年（1997年）3月13日に刈谷市指定文化財（史跡）に指定した後、平成11年（1999年）には市民に開放する史跡として整備した。於大の座像や東屋のある庭園であり、政略結婚の末に捨てられた恨みからか、あるいは置いていった我が子・家康を思ってか於大の目線は岡崎の方角に向けられている。